# Aslantaş-Talsperre
Die Aslantaş-Talsperre (türkisch Aslantaş Barajı) ist eine Talsperre am Ceyhan in der Provinz Osmaniye im Süden der Türkei.
Die Aslantaş-Talsperre wurde in den Jahren 1975–1984 mit dem Zweck der Bewässerung, Abflussregulierung und Energiegewinnung errichtet.
Das Absperrbauwerk ist ein 78 m (über der Talsohle) hoher Erdschüttdamm. Die Kronenlänge beträgt 585 m.
Der Stausee bedeckt eine Fläche von 49 km² und reicht im Norden in die Nachbarprovinz Kahramanmaraş. Der Speicherraum beträgt 1183 Mio. m³.
Das Wasserkraftwerk verfügt über drei 46 MW-Francis-Turbinen. 
Das Regelarbeitsvermögen liegt bei 605 GWh im Jahr.
Die Talsperre ist für die Bewässerung einer Fläche von 118.076 ha ausgelegt.
Flussaufwärts befindet sich die Berke-Talsperre, flussabwärts die Oşkan-Staustufe.
Im Süden des Stausees bildet der Berg Karatepe eine Halbinsel, darauf liegt die späthethitische Festung Karatepe-Arslantaş, die dem See den Namen gab.